# انا مارکوویچ
انا مارکوویچ (انگلیسی: Anna Markovych؛ زادهٔ ۱ ژانویهٔ ۱۹۸۲) مربی تیم تنیس، و تنیس‌باز اهل اوکراین است.